# Томилов, Михаил Иосифович
Михаил Иосифович Томилов — советский хозяйственный, государственный и политический деятель.

## Биография
Родился в 1905 году на территории современной Новосибирской области. Член КПСС с 1927 года.
С 1923 года — на хозяйственной, общественной и политической работе. В 1923—1946 годах — на комсомольской и партийной работе в Западной Сибири, первый секретарь Тарского окружного комитета ВКП(б), ответственный организатор ЦК ВКП(б), участник Великой Отечественной войны, заместитель начальника политотдела 188-й стрелковой дивизии, заместитель начальника оргинструкторского отдела Политуправления Юго-Западной группы войск, начальник политотдела Подольского пехотного училища.
Делегат XVIII съезда ВКП(б).
Умер до 1985 года.